# Walnut Grove (Alabama)
Walnut Grove – miasto w Stanach Zjednoczonych, w stanie Alabama, w hrabstwie Etowah. W roku 2023 miasto zamieszkiwało 778 osób, a gęstość zaludnienia wynosiła 59,8 osoby/km².